# Sărăuad, Satu Mare
Sărăuad (în maghiară Tasnádszarvad) este un sat ce aparține orașului Tășnad din județul Satu Mare, Transilvania, România.
Este o localitate care aparține de centrul urban Tășnad. Din punct de vedere al locuitorilor, este impărțit pe două mari etnii, români și maghiari.

## Istorie
Încă din timpurile vechi așezarea făcea parte din zona geografică al actualului județ Satu Mare, denumirea zonei fiind "comitatul Sătmar". Localitatea Sărăuad datează din 1465. Unul dintre cei mai cunoscuți nobili ai locului era Szénási István, susținător activ al bisericii reformatăe (calvine). În Sărăuad s-a născut, Grigore Maior, în anul 1715, el urmând să devină, episcop greco-catolic al Episcopiei de Făgăraș cu sediul la Blaj, între 1773-1782. Privind biografia lui vlădicului Grigore Maior, dascălul Daniil Graur a scris, bazându-se pe mărturiile lui Vasiliu Criste, următoarele în 1932: 
| “ | Cum Grigorie Maior avea și conume, este mai mult ca sigur că era de origine nobil, întrucât a trăit înainte de Iosif II. Se spune că părintele său era foarte aspru. Păzind odată, într'o toamnă, vitele în ograda părintelui său, o junincă a trecut în ograda unui vecin. Cum vecinul a închis juninca, băiatul de frică să nu capete o bătaie, nu s'a mai întors la casa părintească. Astfel, fugând în lume, a ajuns până la Blaj. Aci un oarecare canonic l'a luat la sine. Văzând că băiatul este diligent și îi place cartea, l'a înscris la școli și în urmă episcopul de atunci l'a trimis la Roma. E de notat, că înainte de anul 1848 numai nobililor, respective băeților lor le era permis a umbla la școli. In zădar a fost căutat de părinții lui, că nu i-au mai dat de urmă. Cam la 30 ani s'a hotărît să-și cerceteze părinții. S'a dus la Sărăuad. Trăindu-i încă părinții, a întrebat dacă își mai aduc aminte de fiul lor. I s'a răspuns că nu au mai auzit de el. Atunci episcopul și-a îmbrățișat părinții spunâ,ndu-le, că el este fiul lor și le-a spus că între ce împrejurări i-a părăsit. Episcopul Grigorie Maior în amintirea acelui eveniment a donat 10 mii florini pentru edificarea bisericei din Sărăuad. Pe acel timp era curator bisericesc un credincios cu numele Petricaș. Acest curator a și început la zidirea bisericei. Lăcomind însă la suma aceea mare de bani, și-a însușit o parte din ei, așa că numai pereții i-a ridicat. Curatorul Petricaș, ca să scape de urmărire a trecut la legea reformată (calvinistă) și s'a făcut ungur. Dintre descendenții acestui Petricaș, un fiu cu numele Dr. Petri Mór, a fost revizor școlar al județului Sălaj în Zălau. [...] Când a venit episcopul în comuna natală ca să se convingă cum progresează edificarea bisericei și văzând numai pereții — a lăcrimat.. și a mai donat 5000 florini pentru terminarea bisericei din Sărăuad. | ” |

Edificiul vechii biserici greco-catolice din Sărăuad a fost construit în anul 1777, având exteriorul tencuit în alb. În anul 2010 a fost ridicat în curtea bisericii un bust al episcopului greco-catolic Grigorie Maior.

## Personalități
- Grigore Maior
- Vasiliu Criste
- Petri Mór

## Imagini

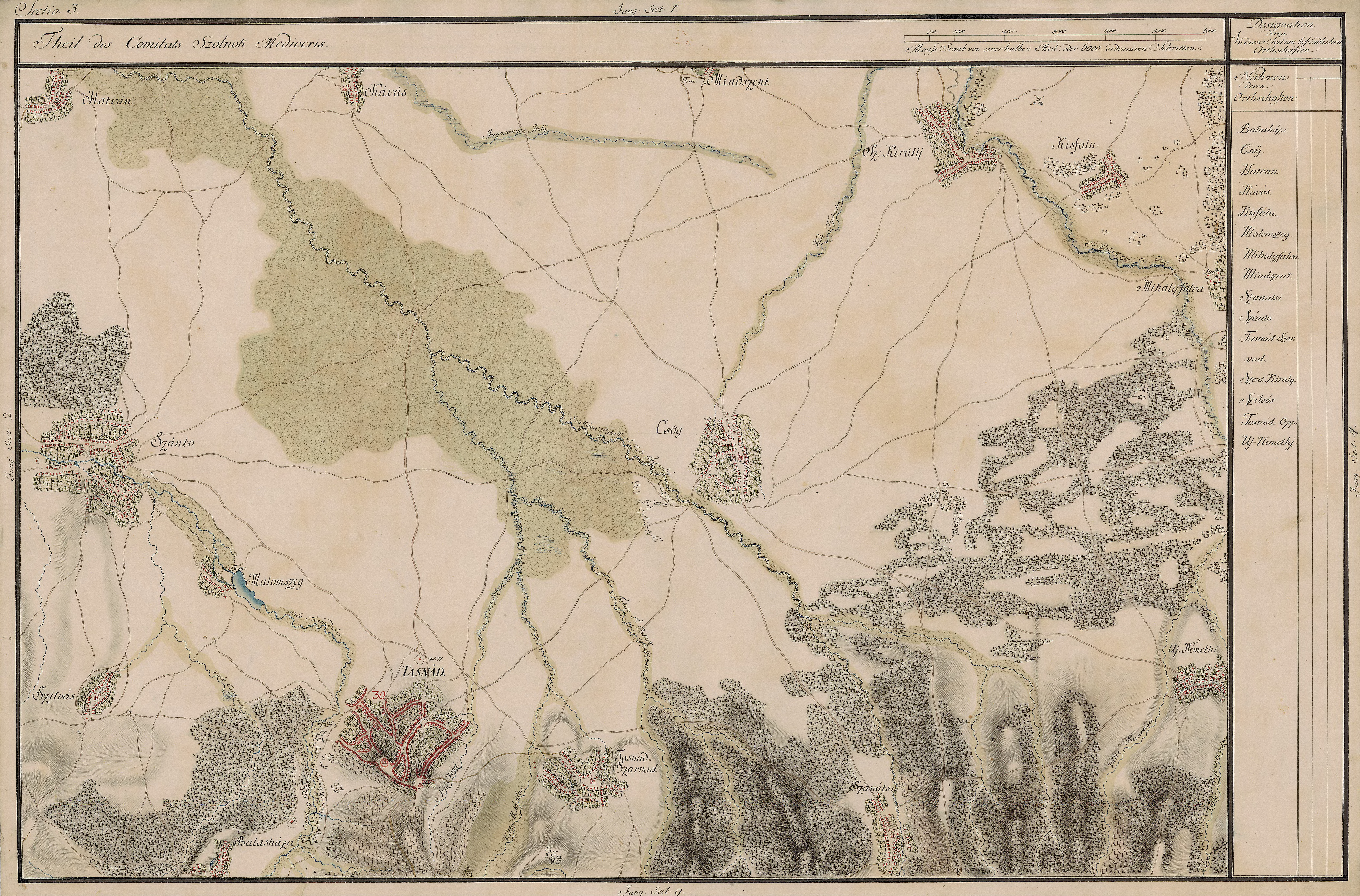
Sărăuad în Harta Iosefină a Transilvaniei